# コヒーレント状態
量子力学や量子光学においてコヒーレント状態（コヒーレントじょうたい）とは、古典的なコヒーレント光に最も近い量子状態のこと。

## 光子数と位相の不確定性
光というひとつの電磁現象に対して、「波動として表現される古典的電磁場」と「粒子として表現される量子力学的な光子場」とでは記述法が全く異なっている。
波動的性質を表す量として位相{\displaystyle \phi }を、粒子的性質を表す量として粒子数{\displaystyle n}を考えると、両者のゆらぎの間には次のような不確定性関係がある。
{\displaystyle \Delta n\cdot \Delta \phi \gtrsim 1}
光子数と位相の不確定性より、古典的波動{\displaystyle \Delta \phi \approx 0}に近い状態は光子数のゆらぎ{\displaystyle \Delta n}が非常に大きい。よってnで指定される量子状態を数多く重ねあわせることで古典的波動に近い状態が得られることが予想される。
ロイ・グラウバーは古典的電磁場{\displaystyle \mathbf {E} \cos \omega t}や{\displaystyle \mathbf {H} \sin \omega t}に最も近い量子力学的状態（コヒーレント状態）の確率分布を、電場{\displaystyle \mathbf {E} }と磁場{\displaystyle \mathbf {H} }の間に存在する不確定性関係
{\displaystyle |\Delta \mathbf {E} ||\Delta \mathbf {H} |\gtrsim c\hbar \omega /2\pi V}
(Vは電磁場の平均値を求める際の体積)において等号が成立する条件から求めた。

## コヒーレント状態

### 定義
コヒーレント状態は、真空状態{\displaystyle |0\rangle }に変位演算子と呼ばれるユニタリー演算子{\displaystyle D(\alpha )=\exp(\alpha {\hat {a}}^{\dagger }-\alpha ^{*}{\hat {a}})}を作用して作られた状態{\displaystyle |\alpha \rangle }である。
{\displaystyle |\alpha \rangle =D(\alpha )|0\rangle =\exp(\alpha {\hat {a}}^{\dagger }-\alpha ^{*}{\hat {a}})|0\rangle }

### 光子数と位相
コヒーレント状態は、光子の消滅演算子の固有状態となっている。つまりコヒーレント状態から光子を１個消滅させても、量子状態が変化しない。
{\displaystyle {\hat {a}}|\alpha \rangle =\alpha |\alpha \rangle }
コヒーレント状態の光子数を測定したとき、測定値が{\displaystyle n}個となる確率は{\displaystyle P_{n}=|\langle n|\alpha \rangle |^{2}}で与えられる。{\displaystyle |n\rangle }は光子数状態、光子数確定状態、フォック状態などと呼ばれる。これを計算すると、ポアソン分布になっていることがわかる。
{\displaystyle P_{n}=|\langle n|\alpha \rangle |^{2}={\frac {(|\alpha |^{2})^{n}}{n!}}\exp[-|\alpha |^{2}]}
{\displaystyle |n\rangle ={\frac {1}{\sqrt {n!}}}({\hat {a}}^{\dagger })^{n}|0\rangle }
ポアソン分布は、個々の事象が互いに無相関に起こるときに現れる分布である。ポアソン分布の性質より、光子数の測定値の平均値と分散は一致する。
{\displaystyle \langle n\rangle (=\langle \alpha |{\hat {n}}|\alpha \rangle )=\langle (\Delta n)^{2}\rangle =|\alpha |^{2}}
コヒーレント状態の光子数分布は、熱平衡における光子数分布と著しく異なっている。しきい値より十分高い励起を与えられたレーザーの出力光の光子数分布は、コヒーレント状態に近くなっている。
コヒーレント状態の振幅を{\displaystyle \alpha =|\alpha |e^{i\phi }}のように振幅と位相に分けて書くと、異なる光子数{\displaystyle n}の状態{\displaystyle |n\rangle }にポアソン分布に対応する振幅{\displaystyle {\sqrt {P(n)}}}と光子1個あたり{\displaystyle e^{i\phi }}という共通の位相をつけて重ね合わせた状態がコヒーレント状態であることがわかる。
{\displaystyle |\alpha \rangle =\sum _{n}{\sqrt {P(n)}}(e^{i\phi })^{n}|n\rangle =\exp {\bigg [}-{\frac {1}{2}}|\alpha |^{2}{\bigg ]}\sum _{n}{\frac {\alpha ^{n}}{\sqrt {n!}}}|n\rangle }
つまりコヒーレント状態は、位相がそろっている反面、光子数分布はランダムである。また真空状態{\displaystyle |0\rangle }は光子数確定状態であり、かつコヒーレント状態でもあることがわかる。

### 不確定性
コヒーレント状態において正準座標
{\displaystyle {\hat {Q}}={\sqrt {\frac {\hbar }{2\omega \epsilon _{0}}}}({\hat {a}}+{\hat {a}}^{\dagger })}
{\displaystyle {\hat {P}}=i{\sqrt {\frac {\hbar \omega \epsilon _{0}}{2}}}({\hat {a}}^{\dagger }-{\hat {a}})}
を測定したとき、その標準偏差{\displaystyle \Delta Q}、{\displaystyle \Delta P}は以下の関係を満たしている。
{\displaystyle \Delta Q\Delta P={\frac {\hbar }{2}}}
よってコヒーレント状態は最小不確定状態である。相空間では、コヒーレント状態は局在している。
一方で光子数と位相の不確定性については、コヒーレント状態は{\displaystyle |\alpha |}が小さいときは最小不確定状態にはなっていない。しかし{\displaystyle |\alpha |}が大きいとき、つまり光子数が多い場合は光子数と位相の最小不確定状態に近づき、古典的な光に対応するようになる。

### 過剰完全性
消滅演算子はエルミート演算子ではない。その固有状態であるコヒーレント状態は、異なる{\displaystyle \alpha }の状態間では直交しない（ただし{\displaystyle \alpha }と{\displaystyle \beta }の差が大きいときに近似的に直交する）。
{\displaystyle \langle \beta |\alpha \rangle =\exp {\bigg [}-{\frac {1}{2}}(|\alpha |^{2}+|\beta |^{2})+\beta ^{*}\alpha {\bigg ]}}
しかし以下のような完全系をなす。
{\displaystyle {\frac {1}{\pi }}\int |\alpha \rangle \langle \alpha |d^{2}\alpha =1}
このような性質を過剰完全性という。